# در انه جان
در اِنه جان یا درنه جان (به فارسی: دارد می‌آید جان) یک آهنگ محلی مازندرانی است.
این ترانه تاکنون توسط خوانندگان بسیاری بازخوانی شده‌است. منیر وکیلی نخستین بار یک نسخه اپرا از این ترانه را در فرانسه ضبط و در آلبومی به نام Chants Et Danses De Perse منتشر کرد. این نسخه بعدها در سال ۲۰۰۳ بازسازی و در آلبوم بازگشت او منتشر شد. پری زنگنه هم یک نسخه اپرای دیگر از این ترانه را ضبط و در آلبوم فولکوریک خود منتشر کرده‌است. کوروش یغمایی نیز نسخه‌ای دیگر از این ترانه را خوانده‌است. علاوه بر آن، این ترانه در کنسرت ارکستر فیلارمونیک ایران به رهبری علیرضا شفقی‌نژاد و با تنظیم گریکوریان هم اجرا شد که این کنسرت، در روزهای ۲۴، ۲۵ و ۲۶ تیر ماه ۱۳۸۹ در سالن رودکی اجرا شد. احمد پژمان هم نسخه‌ای دیگر از این ترانه را در آلبوم «همه شهر ایران» خوانده‌است.

## متن ترانه (به همراه ترجمه)
عزیز جون دست من بر دامنته
عزیز جون دست من بر گردنته
چرا خون مرا کردی تو شیشه
به درگاه خدا نالم همیشه
دگر نشومه من بهار حموم (دیگر در بهار حمام نمی‌روم)
دگر نکمه شیخ جلال سلوم (دیگر به شیخ جلال سلام نمی‌کنم)
الهی شیخ جلال تینوم باوه گوم (الهی شیخ جلال نامت از جهان گم شود)
هاکردمه امضا بیمه پشیمون (امضا کردم و پشیمان شدم)
درنه جان درنه جان درنه (دارد می‌آید جان دارد می‌آید)
خدا خدا مه فاطمه جان درنه (خدایا فاطمه جانم دارد می‌آید)
عزیز جون درمه شومه الوداع کن …… آخ مه الوداع کن (عزیزجان دارم می‌روم الوداع کن (خداحافظی کن)) (آخ مرا الوداع کن)
سر راهم نشین ته گریه‌ هاکن …… آخ ته گریه‌ هاکن (سر راهم نشین تو، گریه کن) (آخ تو گریه کن)
اگر خواهی که من زودتر بیایم …… آخ آخ زودتر بیایم
نماز صبح و شب مرا دعا کن …… آخ آخ مرا دعا کن
سر راهم نشین ته گریه‌ هاکن …… آخ ته گریه‌ هاکن
ستاره آسمون اشمارم امشو …… آخ اشمارم امشو (ستاره آسمان می‌شمارم امشب) (آخ می‌شمارم امشب)
بورین یار باویین بیمارم امشو …… آخ بیمارم امشو (بروید به یار بگویید بیمارم امشب) (آخ بیمارم امشب)
بورین یار باویین امشو ره نیه …… آخ آخ امشو ره نیه (بروید به یار بگویید امشب را نیاید) (آخ آخ امشب را نیاید)
تمام دشمنان بیدارن امشو …… آخ آخ بیدارن امشو (همه دشمنان بیدارند امشب) (آخ آخ بیدارند امشب)
بورین یار باویین بیمارم امشو …… آخ بیمارم امشو (بروید به یار بگویید بیمارم امشب) (آخ بیمارم امشب)